# 폴린산
폴린산(Folinic acid) 또는 류코보린(leucovorin)은 메토트렉세이트와 피리메타민의 독성 효과를 줄이기 위해 사용되는 약물이다. 또한 대장암과 췌장암을 치료하기 위해 플루오로유라실과 함께 사용되기도 하며, 빈혈을 유발하는 엽산 결핍 및 메탄올 중독 치료에 사용될 수 있다. 경구, 근육 주사, 또는 정맥 주사로 투여된다.
부작용으로는 수면 장애, 과민반응, 또는 열이 포함될 수 있다. 임신 또는 모유 수유 중 사용은 일반적으로 안전한 것으로 간주된다. 빈혈 치료에 사용할 때는 먼저 악성 빈혈의 원인을 배제하는 것이 권장된다. 폴린산은 다이하이드로폴산 환원효소에 의한 활성화 없이도 신체에 유용한 엽산의 한 형태이다.
폴린산은 1945년에 처음 만들어졌다. WHO 필수 의약품 목록에 포함되어 있다.

## 의료적 용도

레보폴린산

폴린산은 경구로 알약 형태로 복용하거나 정맥(정맥 주사) 또는 근육(근육 주사)에 주사할 수 있다.

### 메토트렉세이트 효과 감소
폴린산은 메토트렉세이트 투여 후 전체 화학요법 계획의 일부로 투여되며, 이는 골수 억제 또는 위장관 점막 염증을 예방할 수 있다. 기존의 메토트렉세이트 유발 신장 독성에는 명백한 효과가 보이지 않는다.
폴린산은 메토트렉세이트의 특이적 해독제는 아니지만, 급성 메토트렉세이트 과다 복용 치료에도 유용할 수 있다. 다양한 용량 프로토콜이 사용되지만, 메토트렉세이트 수치가 5 x 10−8 M 미만이 될 때까지 폴린산을 다시 투여해야 한다.
또한, 폴린산은 류마티스 관절염 환자에게 메토트렉세이트의 부작용을 줄이기 위해 때때로 사용된다. 여기에는 메스꺼움, 복통, 간 기능 검사 이상, 구내염 감소가 포함된다.

### 다른 용도 또는 적응증
폴린산은 또한 대장암 치료에 화학요법 제제인 플루오로유라실과 함께 사용된다. 이 경우 폴린산은 "구제" 목적으로 사용되는 것이 아니라, 티미딜레이트 합성효소를 억제함으로써 플루오로유라실의 효과를 강화한다.
폴린산은 트리메토프림 및 피리메타민과 같은 고용량 항미생물제 다이하이드로폴산 환원효소 억제제의 독성 효과를 예방하기 위해 때때로 사용되지만, 이 적응증에 대한 그 가치는 명확히 입증되지 않았다. 톡소플라스마증 망막염 치료에 피리메타민과 설파디아진과 같은 엽산 길항제와 함께 처방될 수 있다.
폴린산은 뇌 엽산 결핍 치료에도 사용된다. 뇌 엽산 결핍은 엽산 사용이 뇌척수액 내 5-MTHF 수치를 정상화할 수 없는 증후군이다.
피리독신 의존성 간질에서는 피리독신 또는 피리독살 인산이 발작을 완전히 조절하지 못하는 경우 추가 요법으로 폴린산을 사용할 수 있다.

## 부작용
폴린산은 뇌척수액에 투여하면 안 된다. 이는 심각한 부작용 또는 사망을 초래할 수 있다. 척수강 내 메토트렉세이트 투여에 대한 치료로 척수강 내 폴린산을 투여한 후 심각한 신경 독성은 급성 림프모구 백혈병 치료 중인 11세 소년에게서 처음 관찰되었다.
암 환자의 경우 폴린산에 대한 드문 과민반응이 보고된 바 있다.

## 약물 상호작용
- 플루오로유라실: 폴린산은 플루오로유라실과 함께 투여될 경우 플루오로유라실과 관련된 독성을 증가시킬 수 있다. 특히 고령 환자에게서 발생한 일부 부작용으로는 심각한 장염, 설사 및 탈수가 있다.
- 설파메톡사졸-트리메토프림: 설파메톡사졸-트리메토프림과 폴린산을 동시에 사용할 경우 잠재적인 약물 상호작용이 존재한다. 폴린산은 AIDS 환자의 흔한 폐렴 원인인 뉴모시스티스 지로베치 (이전 이름: Pneumocystis carinii) 치료에서 설파메톡사졸-트리메토프림의 효능을 감소시키는 것으로 나타났다.[16]

## 작용 기전
폴린산은 테트라하이드로폴산의 5-포르밀 유도체이다. 다른 환원된 엽산 유도체(예: 5,10-메틸렌테트라하이드로폴산, 5-메틸테트라하이드로폴산)로 쉽게 전환되어 엽산과 동등한 비타민 활성을 갖는다. 전환에 다이하이드로폴산 환원효소 작용이 필요 없기 때문에, 비타민으로서의 기능은 메토트렉세이트와 같은 약물에 의한 이 효소의 억제에 영향을 받지 않는다. 이것이 폴린산 구제 요법의 고전적인 견해이다. 그러나 1980년대에는 폴린산이 메토트렉세이트가 존재하더라도 다이하이드로폴산 환원효소 자체를 재활성화시킨다는 것이 발견되었다.
기전은 명확하지 않지만, 악성 세포에서 메토트렉세이트와 다이하이드로폴산의 폴리글루타밀화가 정상 세포에서 폴린산에 의한 다이하이드로폴산 환원효소의 선택적 재활성화에 중요한 역할을 하는 것으로 생각된다.
따라서 폴린산은 다이하이드로폴산 환원효소 억제가 있는 상황에서도 일부 퓨린/피리미딘 합성이 일어나도록 하여 일부 정상적인 DNA 복제 과정이 진행될 수 있도록 한다.
폴린산은 덱스트로- 및 레보- 형태의 이성질체를 가지고 있다. 레보류코보린(레보 형태 이성질체)과 라세믹 폴린산(두 이성질체의 혼합물) 모두 유사한 효능과 내약성을 가지고 있다. 레보류코보린은 2008년에 FDA 승인을 받았다.

## 역사
폴린산은 1948년 자우버리히와 바우만에 의해 세균 류코노스톡 시트로보룸에 필요한 성장 인자로 발견되었다. 이로 인해 "시트로보룸 인자"라고 불리게 되었으며, 이는 시트로보룸 성장 인자를 의미한다. 그 구조는 알려지지 않았지만, L. citrovorum의 성장을 지원하려면 간에서 대사되어야 하는 엽산의 유도체임이 밝혀졌다. 적절한 농도의 아스코르브산 존재 하에 배양된 간세포에 의해 시트로보룸 인자의 합성이 결국 이루어졌다. 그러한 시스템에 동시에 나트륨 포르메이트를 첨가하면 세포 유리 상등액에서 시트로보룸 인자 활성이 증가했으며(현재는 5-포르밀 유도체를 생성하는 것으로 알려져 있음), 이 방법으로 많은 양의 인자를 제조함으로써 결국 레보-폴린산(5-포르밀 테트라하이드로폴산)으로서 그 구조가 추론되었다.

## 이름
폴린산은 엽산(비타민 B9)과 구분해야 한다. 그러나 폴린산은 엽산의 바이타머이며 이 비타민의 완전한 비타민 활성을 가지고 있다. 레보폴린산과 그 염은 분자의 2S 형태이다. 이들은 생물학적으로 활성이 있는 것으로 알려진 분자의 유일한 형태이다.
일반적으로 칼슘 또는 나트륨 염(칼슘 폴리네이트(INN), 나트륨 폴리네이트, 류코보린 칼슘, 류코보린 나트륨)으로 투여된다.